# 다나카 데루키
다나카 데루키(일본어: 田中 輝希, 1992년 8월 26일 ~ )는 일본의 축구 선수이다.

## 구단 경력
그는 2011년부터 2017년까지 J리그의 나고야 그램퍼스, 오이타 트리니타, V-파렌 나가사키에서 활동하였다.